# 데이브 셔펠
데이비드 카리 웨버 "데이브" 셔펠(영어: David Khari Webber "Dave" Chappelle, 1973년 8월 24일 ~ )은 미국의 배우이자 희극인이다.

## 출연 작품
- 스타 이즈 본 (2018)
- 시라크 (2015)
- 블록 파티 (2005)
- 채펠스 쇼 (2003)
- 언더커버 브라더 (2002)
- 데이브 채펠: 킬링 뎀 소프트리 (2000)
- 스크류드 (2000)
- 비포 뉴 이어 (1999)
- 경찰서를 털어라 (1999)
- 우 (1998)
- 투 트러블 (1998)
- 유브 갓 메일 (1998)
- 콘 에어 (1997)
- 더 데일리 쇼 위드 존 스튜어트 (1996)
- 조의 아파트 (1996)
- 너티 프로페서 (1996)
- 게팅 인 (1994)
- 못말리는 로빈 훗 (1993)
- 첩보원 가족 (1993)